# هانس باور
هانس باور(به آلمانی: Hans Baur)
(۱۸۹۷-۱۹۹۳) خلبان آدولف هیتلر، پیشوای رایش آلمان طی کارزارهای سیاسی او در دهه‌های ۱۹۲۰ و ۱۹۳۰ بود. او در انتهای جنگ جهانی دوم به اسارت اتحاد جماهیر شوروی سوسیالیستی درآمد و تا ۱۹۵۷ در زندان بود. باور در 17 فوریه 1993 در آلمان درگذشت.

## کتاب
باور که در آلمان غربی باقی مانده بود، در سال 1957 زندگی نامه خود را نوشت: Ich flog die Mächtigen der Erde (به معنای واقعی کلمه 'من با قدرتمند  زمین پرواز کردم').  بعدها، نسخه طولانی‌تر آن با عنوان Mit Mächtigen zwischen Himmel und Erde (میان بهشت و زمین با توانا) منتشر شد. ترجمه فرانسوی با عنوان J'étais pilote de Hitler: Le sort du monde était entre mes mains (من خلبان هیتلر بودم: سرنوشت جهان در دستان من بود) نام دارد. این کتاب به زبان انگلیسی با عنوان خلبان هیتلر بودم منتشر شد.
این کتاب مجموعه ای از گزارش های شاهدان عینی باور از فعالیت ها و گفتگوهای روزانه هیتلر است. باور، به عنوان خلبان خصوصی و دوست شخصی هیتلر، بیشتر روزها از سال 1933 تا 1945 در حضور هیتلر بود. این کتاب همچنین شامل گزارشی از وقایع مربوط به دستگیری ارنست روم توسط هیتلر در 30 ژوئن 1934 در باد ویسی است که باور در آن شرکت داشت. این کتاب در مورد بیزاری باور از گورینگ (که باور او را یک «پرخور سر کلفت» توصیف می کند) می گوید. باور یکی از معدود افرادی بود که به هیتلر نزدیک بود و یکی از آخرین افرادی بود که او را زنده در Führerbunker دید.

## زندگی شخصی
هانس باور در سال 1923 با الفرید باور ازدواج کرد. تنها دختر آنها، اینگبورگ، سال بعد به دنیا آمد. پس از مرگ الفرید باور بر اثر سرطان در سال 1935، باور دوباره ازدواج کرد و هیتلر بهترین مرد او بود. همسر دوم او، ماریا، که از او صاحب دو دختر شد، در حالی که او در اسارت در اتحاد جماهیر شوروی بود، درگذشت. همسر سوم او، کرسنتیا، از او جان سالم به در برد.